# هدیش‌هالوم
هدیش‌هالوم (به مجاری:  Hegyeshalom) یک منطقهٔ مسکونی در مجارستان است که در ناحیه موشون‌مادیارووار واقع شده‌است. هدیش‌هالوم ۵۲٫۶۶ کیلومتر مربع مساحت و ۳٬۴۹۶ نفر جمعیت دارد.